# Szent Család-templom (Budapest)
A Szend Család-templom egy budapesti egyházi épület.

## Története
A Budapest VI. kerületi, Szondi utca 67. szám alatt fekvő telken 1930–1931-ben épült Fábián Gáspár tervei szerint neogótikus stílusban a templom. Azért volt szükség a létesítésre, mert a két világháború között Budapest lakossága jelentősen megnövekedett. Az új épületet 1931. november 15-én Breyer István segédpüspök szentelte fel. A második világháborúban, 1945. január 1-jén bombatalálat érte, és súlyosan megrongálódott. Ekkor pusztult el teljes berendezése, azaz az oltárai, orgonája (részlegesen), szószéke, gyóntatószéke, világítóberendezései. Megmenekült ugyanakkor a pusztulástól a szószék oldalán álló feszület és Kis Szent Teréz szobra. A főoltár és a szószék márványburkolatának költségét (1955) a templomot gyakran látogató Kodály Zoltán állta. Az 1970-es években szigetelési munkálatokat végeztek rajta. 1996-ban kolumbárium épült a templom alagsorában és udvarán. 2000-ben teljesen felújították az épületet, 2002-ben pedig 2 új harangot is beszereltek. 2006-ban restaurálták az orgonát.

## Képtár

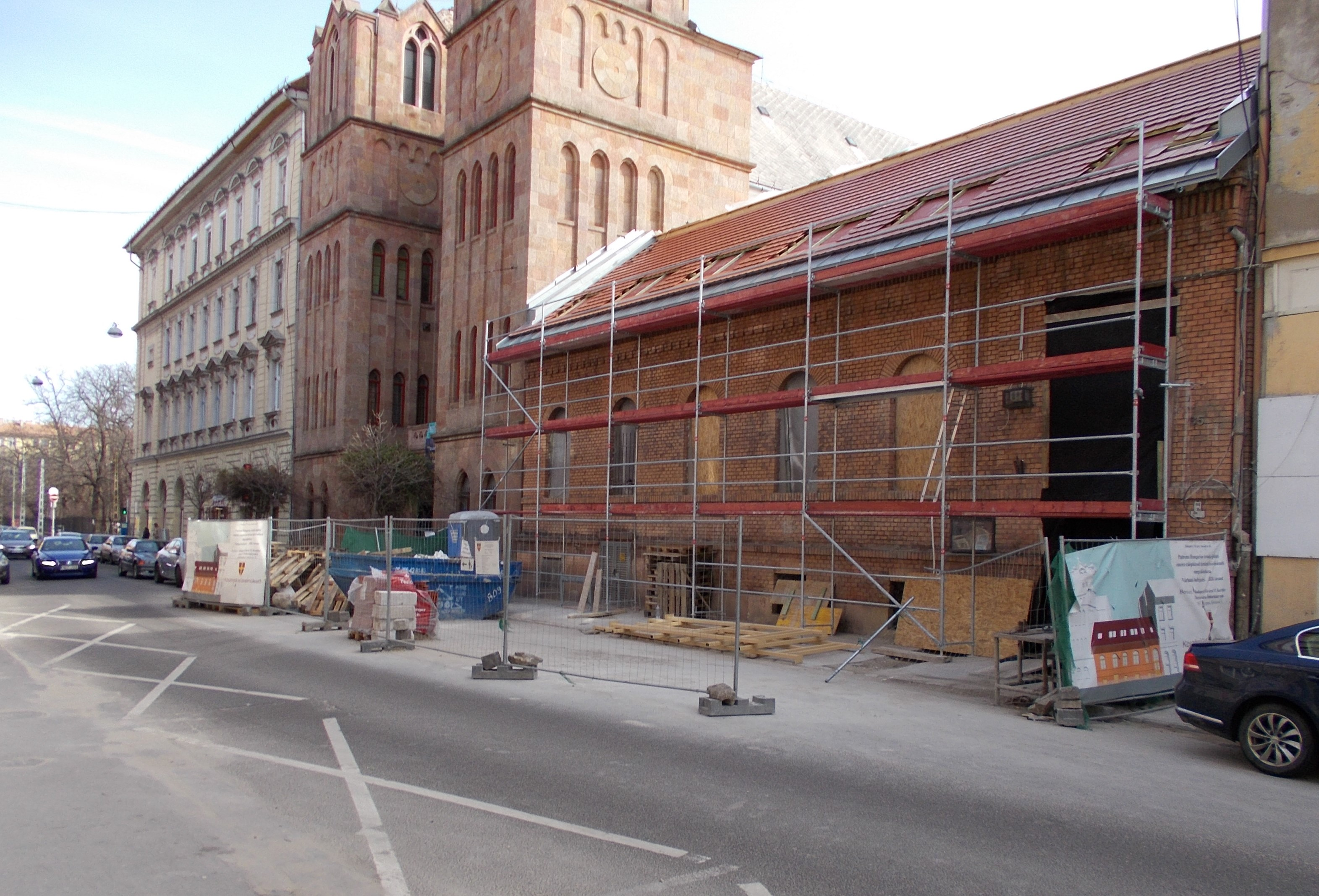
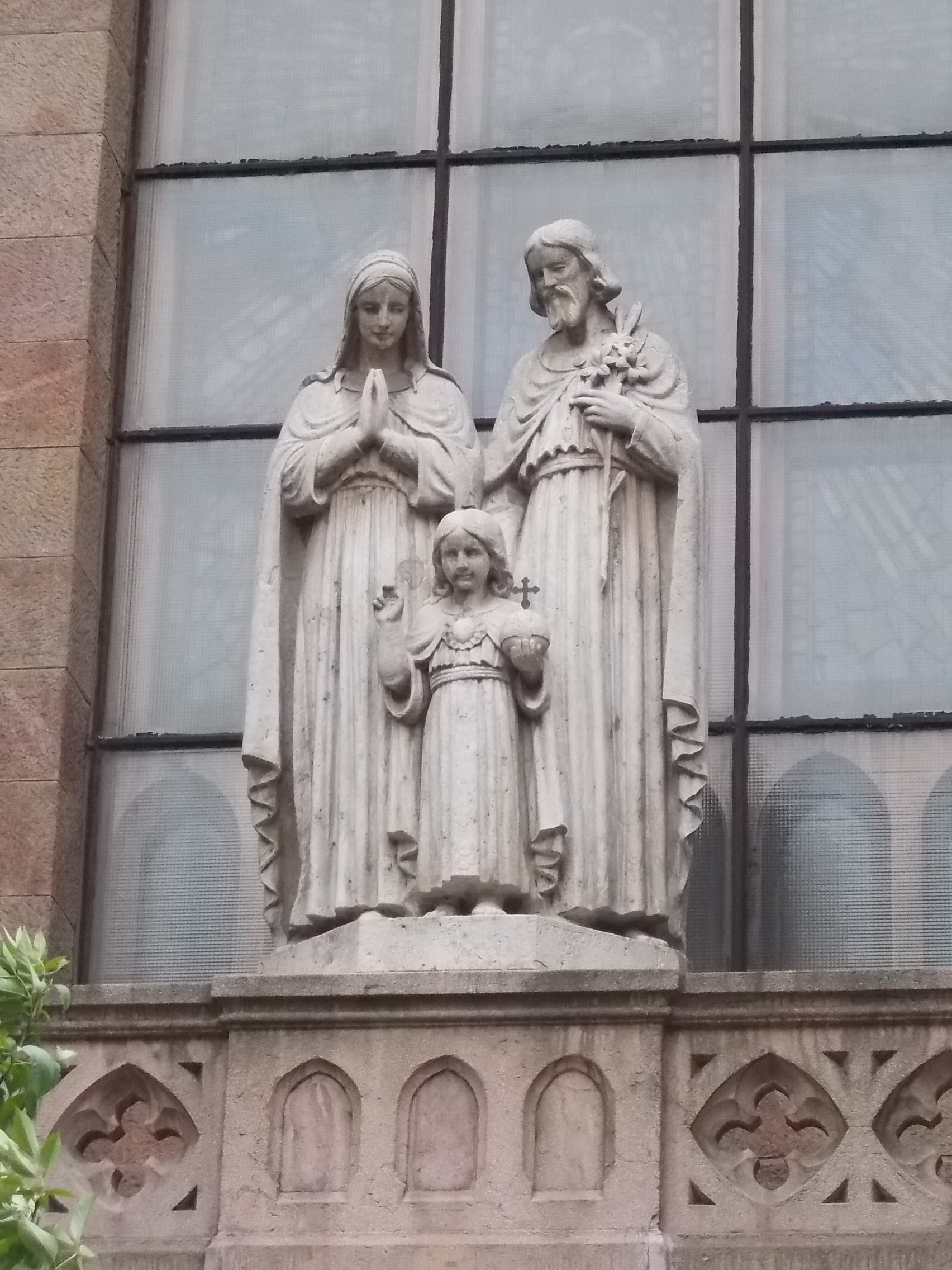
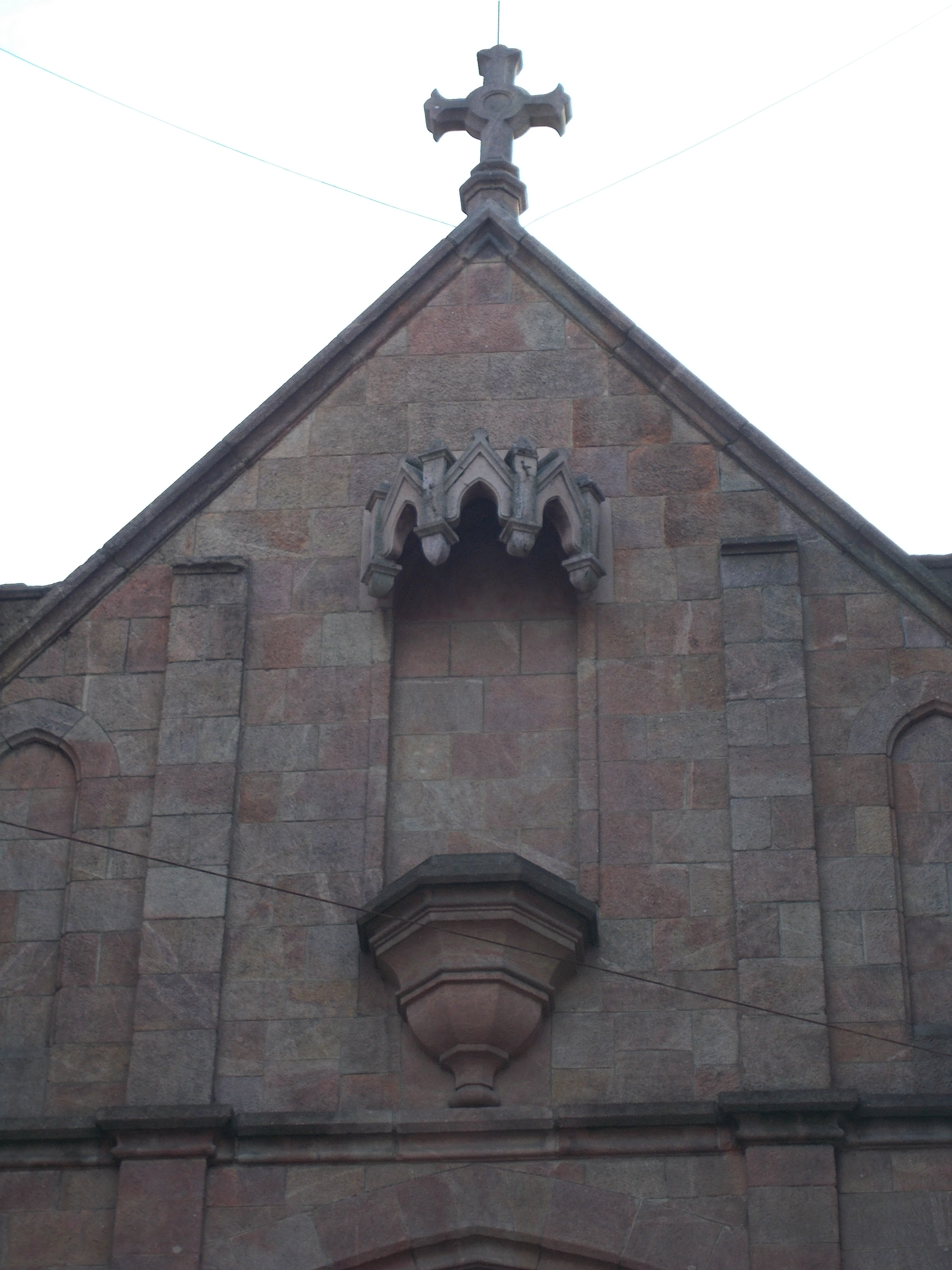